# Christophe Moulin (1958)
Christophe Moulin (6 november 1958) is een Zwitsers voormalig voetballer en voetbalcoach die speelde als verdediger.

## Carrière
Moulin begon zijn carrière bij Martigny-Sports waar hij speelde tot in 1981, hij maakte de overstap naar FC Sion. Van 1984 tot 1988 speelde hij opnieuw voor Martigny-Sports maar vertrok in 1988 naar FC Monthey als speler-trainer. Nadien vervulde hij dezelfde functie bij Martigny-Sports.
Na zijn spelerscarrière ging hij nog door tot in 1997 als trainer van Martigny-Sports. Van 1997 tot 2000 was hij trainer van Stade Nyonnais. Na een sabbatjaar werd hij in de zomer van 2001 trainer bij FC Bagnes maar tekende in november van hetzelfde jaar een contract bij Martigny-Sports. Hij trainde de club voor de tweede keer tot in 2005 toen hij aan de slag ging bij FC Sion. Nadien trainde hij nog FC Baulmes en voor de derde keer Martigny-Sports.

## Erelijst

### Als trainer
- FC Sion
  - Zwitserse voetbalbeker: 2006